# Alstonia breviloba
Alstonia breviloba és una espècie de plantes amb flors. Va ser descrit per primera vegada per K. Sidiyasa. L'Alstonia breviloba pertany al gènere Alstonia i a la família Apocinàcies. La UICN classifica l'espècie com a vulnerable.
Aquesta espècie creix als dos estats de l'illa de Nova Guinea.
No hi ha cap subespècie descrita en el Catàleg de la Vida.